# Cochliopalpus suturalis
Cochliopalpus suturalis är en skalbaggsart som beskrevs av Edgar von Harold 1880. Cochliopalpus suturalis ingår i släktet Cochliopalpus och familjen långhorningar.
Artens utbredningsområde är:
- Botswana.
- Kenya.
- Moçambique.
- Zimbabwe.

Inga underarter finns listade i Catalogue of Life.